# 教恩寺 (鎌倉市)
教恩寺（きょうおんじ）は、神奈川県鎌倉市にある時宗の寺院。

## 歴史
戦国時代、北条氏康の開基である。元々は光明寺の境内に位置しており、現在地には光明寺の末寺の「善昌寺」があった。その後、善昌寺が廃寺となったため、1678年（延宝6年）に善昌寺跡地の現在地に移転した。
本尊となっている阿弥陀如来と両脇侍立像は鎌倉時代前期の作といわれている。一説では運慶の作ともいわれている。
源平合戦で捕虜になった平重衡が鎌倉に抑留された際、源頼朝は重衡に「一族の冥福を祈るように」と、この阿弥陀如来を拝ませたという逸話も伝わっている。

## 文化財
- 木造阿弥陀如来及び両脇侍立像（神奈川県重要文化財 昭和53年11月17日指定）[3]

## 交通アクセス
- 鎌倉駅より徒歩15分。